# Relations entre la Papouasie-Nouvelle-Guinée et l'Union européenne
Les relations entre la Papouasie-Nouvelle-Guinée et l’Union européenne reposent notamment sur les accords ACP.
La Papouasie-Nouvelle-Guinée a bénéficié de 104 millions d'euros de la partie du 10e Fonds européen de développement.

## Sources

## Compléments